# Bertil Hallberg (politiker)
Rolf Bertil Hallberg, född 30 oktober 1927 i Björnekulla församling, Kristianstads län, död 30 januari 2001 i Husie församling, var en svensk kommunalpolitiker (Folkpartiet).
Hallberg, med titeln direktör, var ledamot av Malmö stads-/kommunfullmäktige 1970–1982, vice ordförande i byggnadsnämnden 1971–1973 och oppositionsråd 1977–1982.